# Neotheronia surinamensis
Neotheronia surinamensis là một loài tò vò trong họ Ichneumonidae.